# チョーンノンシー駅
チョーンノンシー駅（チョーンノンシーえき、タイ語:สถานีช่องนนทรี）は、タイ王国バンコク都バーンラック区にある、バンコク・スカイトレイン（BTS）シーロム線の駅。駅番号は「S3」。バンコクBRTへの乗換駅でもある。

## 歴史
- 1999年12月5日 - シーロム線の駅が開業。

## 駅構造
ナラティワート・ラチャナカリン通りの直上にある高架駅。U2階がコンコース・改札階、U3階がホーム階である。特にナラティワート・ラチャナカリン通りの歩行者の横断は容易ではないため、駅自体が歩道橋としての役割も大きい。ホームは幅約20メートル、長さ約150メートルの相対式2面2線を有する。2014年より可動式ホーム柵（ホームドア）の使用を開始した。

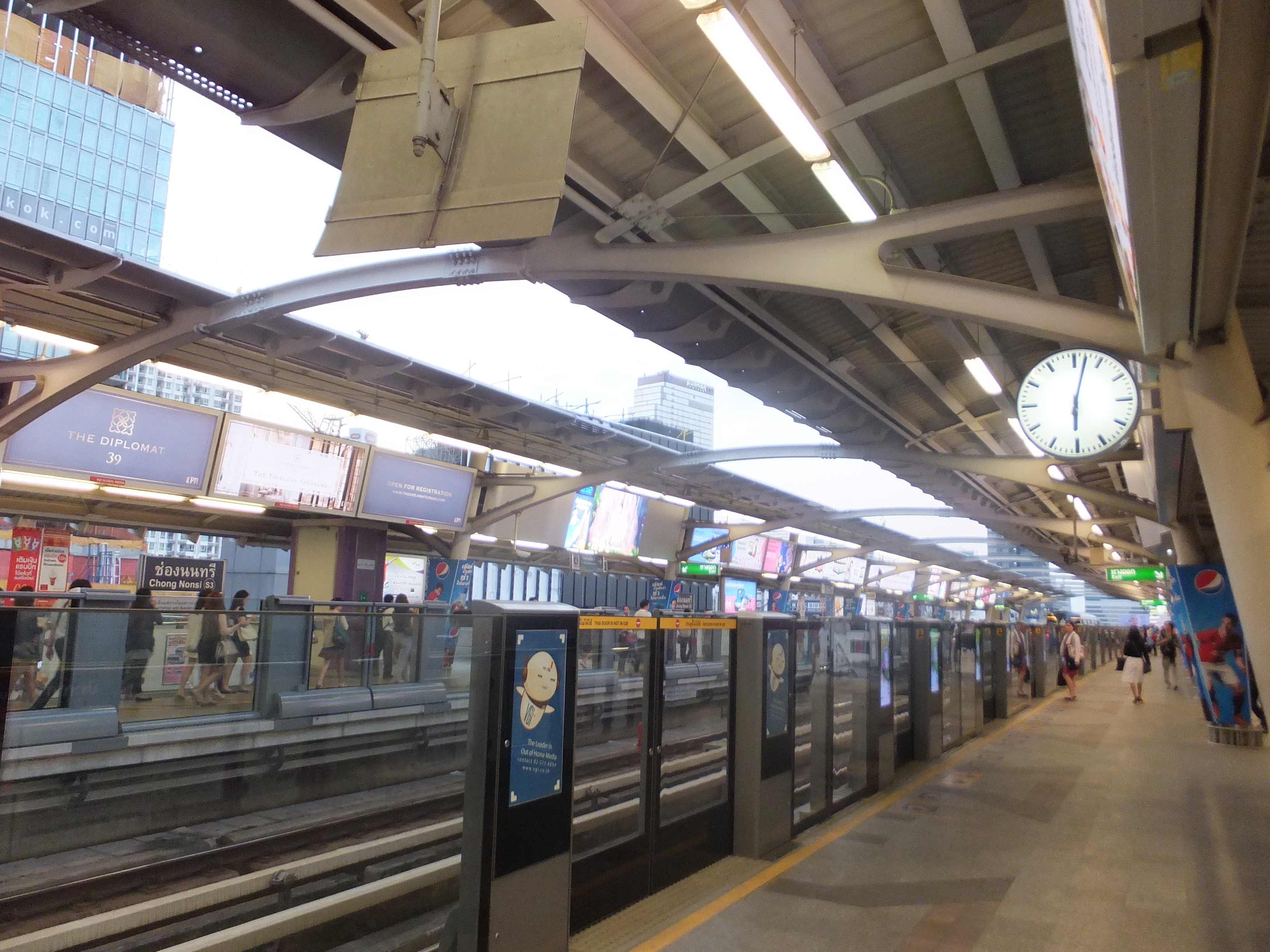
ホーム（写真手前はバーンワー方面）

駅舎はキングパワーマハナコンやバンコクBRTサートン駅とペデストリアンデッキで直結している。

### のりば
| 番線 | 路線        | 行先                                                     |
| ---- | ----------- | -------------------------------------------------------- |
| 3    | ■シーロム線 | クルン・トンブリー、ウォンウィアン・ヤイ、バーンワー方面 |
| 4    | ■シーロム線 | サラデーン、サイアム、サナームキラーヘンチャート方面     |

## 駅周辺

### ナラティワート・ラチャナカリン通り
- キングパワーマハナコン（駅直結・チョーンノンシー駅の西側に位置）
- バンコクBRT サートン駅（駅直結・チョーンノンシー駅の南側に位置）
- サートンタニビル
  - 泰国日本人会本館
  - サウジアラビア大使館(23-24F)
  - マクドナルド
- 中国東方航空
- サトーン-ナラティワス交差点（ナラティワート・ラチャナカリン通りと交差）

### サートン通り
- エンパイアタワー（タイ語版、英語版）
  - エプソン
  - グロウ・エネルギー本社
- ラジャナカーンビル
- バンコクシティタワー
  - キヤノンサービスセンター
- ASCOTT
- シティバンク
- Wバンコク（2012年12月7日開業）
- サトーンシティタワー
  - ベルギー大使館
- サトーンの家（タイ語版、英語版）
- 駐タイ王国シンガポール大使館（タイ語版）
- サトーン-ナラティワス交差点（タイ語版）（サートン通りと交差）

### シーロム通り
- バンコク銀行 本社

## 隣の駅
バンコク・スカイトレイン
■シーロム線
ヨッセー駅 (S2) - チョーンノンシー駅 (S3) - セントルイス駅 (S4)